# Zlatá sluneční jablka
Zlatá sluneční jablka (1953, The Golden Apples of the Sun) je povídková sbírka amerického spisovatele Raye Bradburyho. Obsahuje dvacet dva nejen sci-fi příběhů z let 1945–1953.

## Obsah sbírky

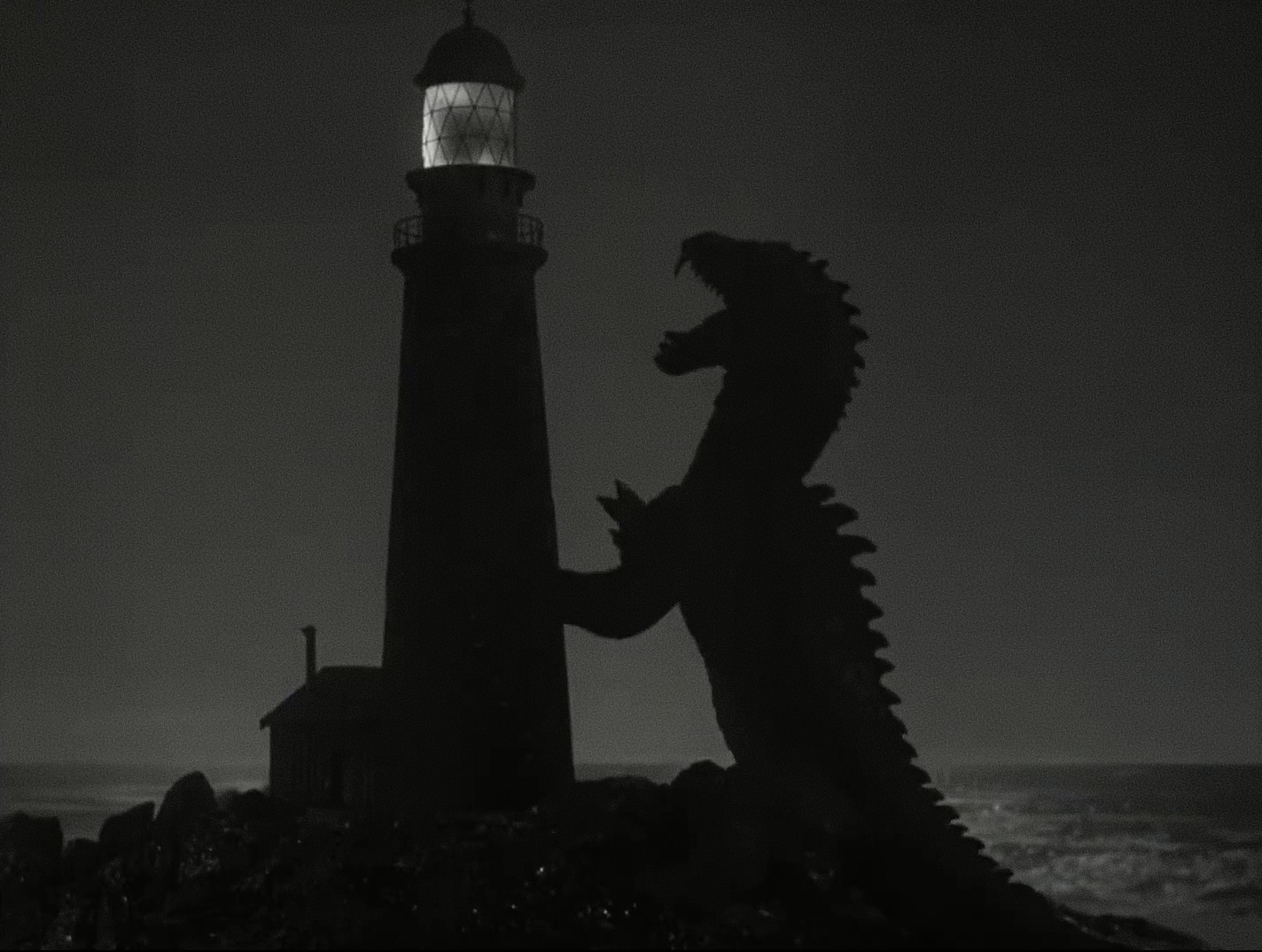
Scéna z filmu The Beast from 20,000 Fathoms (1953)

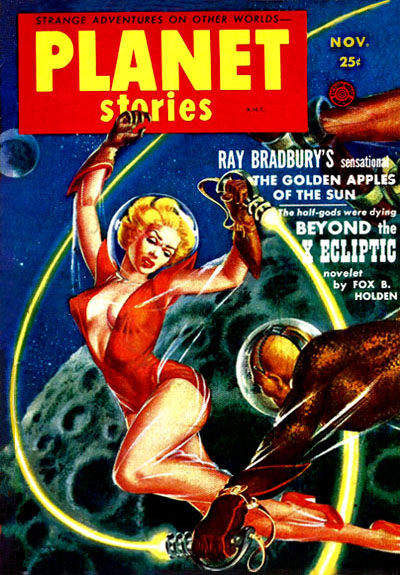
Obálka časopisu Planet Stories z roku 1953 s Bradburyho povídkou The Golden Apples of the Sun.

- The Fog Horn (1951, Volání v mlze).[p 1] Povídka vypráví netvorovi z moře, který zničí maják, protože jej díky zvuku jeho signálního mlžného rohu považuje za dalšího svého druhu, který o něj nejeví zájem. Na motivy povídky byl roku 1953 natočen americký film režiséra Eugèna Louriého The Beast from 20,000 Fathoms.[2]
- The Pedestrian (1951, Chodec).[p 2] Hlavní hrdina je odvezen do psychiatrické léčebny, protože se prochází venku, zatímco všichni ostatní lidé sledují doma televizi.
- The April Witch (1952, Dubnová čarodějka).[p 3] Povídka se později stala součástí kroniky rodiny Elliotových Z prachu zrození.
- The Wilderness (1952, Divočina).[p 4] Příběh ženy, která, ač má strach, následuje svého muže na Mars.
- The Fruit at the Bottom of the Bowl (1948, Ovoce na dně misky), česky jako Dům jako zrcadlo.[p 5] Detektivní povídka o vrahovi, který se snaží zničit všechny stopy po své přítomnosti na místě činu, až je na tomto místě polapen.
- Invisible Boy (1945, Neviditelný chlapec).[p 6] Povídka o trochu bláznivé čarodějnici, která chce svého malého synovce naučit svá kouzla.
- The Flying Machine (1953, Létající stroj).[p 7] Starověký čínský císař nechá zničit právě vynalezený létající stroj, protože vidí jeho potenciální ničivou sílu.
- The Murderer (1953, Vrah), povídka česky nevyšla. V povídce autor podává obraz světa, v němž jsou lidé neustále bombardováni reklamou, propagandou a komunikačními prostředky.
- The Golden Kite, the Silver Wind (1953, Zlatý drak, stříbrný vítr).[p 8] Povídka vypráví o dvou čínských mandarínech, kteří mezi sebou soutěží, čí město má hezčí hradby.
- I See You Never (1947, Nikdy vás už neuvidím).[p 9] Příběh mexického emigranta, který je nucen opustit Spojené státy poté, co skončila platnost jeho víza.
- Embroidery (1951, Výšivka), povídka česky nevyšla. Povídka popisuje tři ženy, které se snaží dokončit výšivku, aby se rozptýlily před událostí, která nastane v pět hodin a která nepřinese nic dobrého.
- The Big Black and White Game (1945, Slavný zápas černých s bílými).[p 10] Povídka popisuje baseballový zápas mezi býlími a černými hráči, který skončí díky rasovým problémům.
- A Sound of Thunder (1952, Burácení hromu).[p 11] Cestování časem nabízí bohatým klientům lov na dinosaury, ale za velice přísných podmínek, aby nedošlo ke katastrofickým následkům v evoluci Země.
- The Great Wide World Over There (1952, Ten širý svět tam za horami), povídka česky nevyšla. Synovec je pro tetu a strýce něco jako návštěvník z jiného světa tam za horami, prože umí psát a oni jsou negramotní.
- Powerhouse (1948, Elektrárna).[p 12] Žena jede se svým manželem na koni navštívit svou umírající matku. Oba jsou nuceni se před bouřkou uchýlit do staré elektrárny. Během noci dojde u ženy k transcendentálnímu probuzení.
- En la Noche (1952).[p 13] Paní Navarrezová ve svém pokoji naříká, že její Joe odešel do války. Ostatní sousedi se nemohou vyspat. Proto se rozhodnou, že jeden z nich musí odejít do jejího pokoje a přesvědčit jí, aby zmlkla. Pan Villanazul, jeden z nájemníků, je přesvědčen, aby to udělal. Odejde k ní a po několika minutách se křik zastaví.
- Sun and Shadow (1953, Slunce a stín).[p 14] Muž jménem Ricardo při pohledu z okna spatří fotografa, který používá jeho dům jako objekt fotografování. To jej rozčílí a rozhodne se umělce vyhnat a trochu mu domluvit.
- The Meadow (1953, Louka), povídka česky nevyšla. Hlavním hrdinou je starší noční hlídač, který chrání výstavu modelů světových měst.chrání
- The Garbage Collector (1953, Odvoz odpadků).[p 15] Muž pracuje jako popelář a má své zaměstnání rád. To se však změní, když se dozví, že Civilní obrana namontuje do všech vozů na odpadky zařízení, které při zasažení města atomovými bombami vydá nařízení nakládat mrtvoly do vozů.
- The Great Fire (1949, Velký požár.[p 16] Mladá dívka, bydlící u tety a strýce, odjíždí každý večer s podivným chlapcem.
- Hail and Farewell (1953, Nazdar a sbohem).[p 17] Hrdina této povídky nikdy nevyrostl a živí se prostě tím, že je stále dvanáctiletým chlapcem.
- The Golden Apples of the Sun (1953, Zlatá sluneční jablka).[p 18] Povídka líčí výpravu ke Slunci, jejímž cílem je odebrat kousek Slunce o odvézt jej zpět na Zemi.

## Česká vydání
Kromě čtyř povídek vyšly všechny ostatní česky v různých antologiích, výborech či v jiných Bradburyho česky vydaných knihách. Kromě toho vyšla celá sbírka slovensky jako Zlaté jablká slnka roku 1959 a 2005.
1. ↑  Povídka Volání v mlze vyšla česky ve výborech Slunce a stín (1963) a Kaleidoskop (1989 a 2009).
2. ↑  Povídka Chodec vyšla česky v časopise Ahoj na sobotu, 1971, číslo 37.
3. ↑  Povídka vyšla česky pod názvem Jarní noc ve výboru Slunce a stín (1963), pod názvem Čarodějné jaro ve výboru Kaleidoskop (1989 a 2009), pod názvem Dubnová čarodějka ve výboru Sloup ohně a jiné příběhy (1993) a pod názvem Čarodějka na toulkách v knize Z prachu zrození (2002).
4. ↑  Povídka Divočinas vyšla česky ve výboru Kaleidoskop (1989 a 2009).
5. ↑  Povídka Ovoce na dně misky vyšla česky pod názvem Dům jako zrcadlo ve fanzinu Makropulos č. 4, Šumperk 1984.
6. ↑  Povídka Neviditelný chlapec vyšla česky ve výboru Sloup ohně a jiné příběhy (1993) a v antologii Čarodějovo doupě (2002).
7. ↑  Povídka Létající stroj vyšla česky v antologii Labyrint (1962) a ve výboru Kaleidoskop (1989 a 2009).
8. ↑   Povídka Zlatý drak, stříbrný vítr vyšla česky ve výboru Sloup ohně a jiné příběhy (1993)
9. ↑  Povídka Nikdy vás už neuvidím vyšla česky ve výborech Slunce a stín (1963), Kaleidoskop (1989) a Ilustrovaná žena a jiné povídky (2009).
10. ↑  Povídka Slavný zápas černých s bílými vyšla česky ve výborech Kaleidoskop (2009) a Ilustrovaná žena a jiné povídky (2009)
11. ↑  Povídka Burácení hromu vyšla česky v antologii Labyrint (1962) a ve výboru Kaleidoskop (1989 a 2009).
12. ↑  Povídka Elektrárna vyšla česky ve výboru Sloup ohně a jiné příběhy (1993).
13. ↑  Povídka En la Noche vyšla česky ve výborech Slunce a stín (1963), Kaleidoskop (1989) a Ilustrovaná žena a jiné povídky (2009).
14. ↑  Povídka Slunce a stín vyšla česky ve výborech Slunce a stín (1963), Kaleidoskop (1989) a Ilustrovaná žena a jiné povídky (2009).
15. ↑  Povídka Odvoz odpadků vyšla česky ve výborech Slunce a stín (1963), Kaleidoskop (1989) a Ilustrovaná žena a jiné povídky (2009).
16. ↑  Povídka Velký pořár vyšla česky ve výborech Kaleidoskop (1989) a Ilustrovaná žena a jiné povídky (2009).
17. ↑  Povídka Nazdar a sbohem vyšla česky ve výboru Sloup ohně a jiné příběhy (1993)
18. ↑  Povídka Zlatá sluneční jablka vyšla česky v antologii Labyrint (1962) a ve výboru Kaleidoskop(1989 a 2009), pod názvem Zlatá jablka ze Slunce v časopisu ABC 1958/8 a pod názvem Číše zlata v časopisu Ohníček 1980/81, číslo 23.